# みんなでみんなでリクエスト バンザイ!歌謡曲
みんなでみんなでリクエスト バンザイ!歌謡曲（みんなでみんなでリクエスト バンザイかようきょく）は、ラジオ大阪の平日昼の時間帯で、1967年2月1日から1987年10月2日まで放送されたワイドラジオ番組である。

## 概要
ラジオ大阪における平日昼ワイドの基礎を築いた番組である。本番組では主にリスナーから寄せられた曲のリクエスト音楽、パーソナリティのおしゃべり、ゲストとのトーク、またラジオカーからの外からの中継、『サントリー出前寄席』などのお笑い・バラエティコーナーなどで構成されていた。1970年代に入ってからは、水曜日を除く全曜日が阪神百貨店梅田本店1階のサテライトスタジオからの放送になった。1974年春頃までは、当時大阪府高石市内にあった羽衣サテライトスタジオから放送していた日もあった。
本番組終了後も『歌謡曲これイチバン』、『カンカン歌謡曲』などの本番組の流れを汲む系譜が続き、2005年4月に『バンザイ歌謡曲それッ!』で本番組のタイトルが復活する形での番組がスタートしている。

## 放送時間
| 期間                          | 放送時間 |
| ----------------------------- | --- |
| 1967年2月1日 - 1968年10月6日  | 月曜日 - 金曜日 14:00 - 16:00                                                                                          |
| 1968年10月9日 - 1974年10月4日 | 月曜日 - 金曜日 15:00 - 17:20                                                                                          |
| 1974年10月7日 - 1976年4月2日  | 月曜日 - 金曜日 15:00 - 17:00                                                                                          |
| 1976年4月5日 - 1977年9月30日  | 月曜日 - 金曜日 14:30 - 17:00                                                                                          |
| 1977年10月3日 - 1978年3月31日 | 月曜日 - 金曜日 14:00 - 16:00                                                                                          |
| 1978年4月3日 - 1980年10月3日  | 月曜日 - 金曜日 13:00 - 16:00                                                                                          |
| 1980年10月6日 - 1983年4月1日  | 月曜日 - 金曜日 14:00 - 16:00                                                                                          |
| 1983年4月4日 - 1984年4月3日   | 月曜日 - 金曜日 13:00 - 16:00                                                                                          |
| 1984年4月6日 - 1985年8月30日  | 月曜日 - 木曜日 13:00 - 16:00（『どっきん!面白天国』が金曜日の同じ時間に放送されていたため、木曜日までの放送となる。） |
| 1985年9月2日 - 1987年10月2日  | 月曜日 - 金曜日 13:00 - 16:00（『どっきん!面白天国』終了に伴い、金曜日復活）                                           |

（）

## パーソナリティ
1960年代
- 月曜日
  - 水本貴士、内樋千秋
- 火曜日
  - 清水忠雄、岩田躬枝（1967年2月〜1967年6月）
  - 大島守、岩田躬枝（1967年7月〜）
- 水曜日
  - 浜村淳、渡辺捷子（1967年2月〜1968年3月）
  - 浜村淳、末広真樹子（1967年4月〜1968年9月）
  - ジェームス三木、高瀬征代（1967年10月〜）
- 木曜日
  - 吉岡伝雄、今西令子
- 金曜日
  - 島さとる、坂上恭子（1967年2月〜1968年9月）
  - 安達治彦、荻野恵子（1968年10月〜1974年）

1970年代
- 月曜日
  - 滝トール、浅川美智子（1976年3月まで））
  - 笑福亭鶴瓶、矢部優子（1976年4月〜1977年3月）
  - 笑福亭鶴瓶、中西ふみ子（1977年4月〜）
- 火曜日
  - 浜村淳、中西ふみ子（1973年当時）
  - 浜村淳、石川香代子（1974年〜）
- 水曜日
  - 上岡龍太郎（1970年〜）、板垣晶子（1976年3月まで）
  - 上岡龍太郎、桜井一枝（1976年4月〜1977年3月）
  - 水本貴士、桜井一枝（1977年4月〜）
- 木曜日
  - 田渕岩夫、津島弘子（1973年当時）
  - 田渕岩夫、桜井一枝（1974年〜1975年9月）
  - 笑福亭鶴瓶、桜井一枝（1975年10月〜1976年3月）
  - 桑原征平、浅川美智子（1976年4月〜1977年3月） - 桑原は当時関西テレビアナウンサーで、ラジオ大阪とのアナウンサー交流企画の一環として出演。
  - 板東英二、浅川美智子（1977年4月〜）
- 金曜日
  - 安達治彦、紀平真理子（1974年〜）
- 曜日不明
  - 月亭可朝（1970年〜?）
  - Wヤング（1978年〜?）

1980年代。
- 月曜日
  - 安達治彦、荒木伸子（1981年3月まで）
  - 梨元勝、西岡幸子（1981年4月〜1982年9月）
  - 青芝フック、西岡幸子（1982年10月〜1983年3月）
  - 鏡宏一、西岡幸子（1983年4月〜1984年3月）
  - 鏡宏一、石川千加子（1984年4月〜1984年9月）
  - 月亭八方、宮西直美（1984年10月〜1985年3月）
  - ぼんちまさと、宮西直美（1985年4月〜1985年9月）
  - 中村泰士、林博子（1985年10月〜1986年3月）
  - 中村泰士、塚本敬子（1986年4月〜1986年6月）
  - 宮川大助・花子、丼梅田（1986年7月〜1987年9月28日）
- 火曜日
  - 水本貴士、桜井一枝（1981年3月まで）
  - 笑福亭仁鶴、西岡幸子（1981年4月〜1983年3月）
  - 鏡宏一、桜井一枝（1983年4月〜1986年6月）
  - 塚本敬子、大阪一郎（1986年7月〜1987年9月29日）
- 水曜日
  - 浜村淳、石川香代子（1981年3月まで）
  - 諸口あきら、西岡幸子（1981年4月〜1983年3月）
  - 中村健治、桜井一枝（1983年4月〜1984年9月）
  - 中村鋭一、塚本敬子（1984年10月〜1986年3月）
  - 水本貴士、麻生よう子（1986年4月〜1986年6月）
  - 海原しおり、丼梅田（1986年7月〜1987年9月30日）
- 木曜日
  - オール阪神・巨人、中西ふみ子（1981年3月まで）
  - 新野新、西岡幸子（1981年4月〜1983年3月）
  - 片山光男、荻野恵子（1983年4月〜1984年9月）
  - 中村泰士、黒谷昌子（1984年10月〜1985年9月）
  - 佐川満男、尾崎智子（1985年10月〜1986年6月）
  - 遙洋子、大阪一郎（1986年7月〜1987年10月1日）
- 金曜日
  - 鏡宏一、花環敬子（1981年3月まで）
  - 池田幾三、西岡幸子（1981年4月〜1983年3月）
  - 片山光男、荻野恵子（1983年4月〜1984年3月）
  - 桂べかこ、ハイヒールモモコ（1985年9月6日〜1986年6月）- べかこは『どっきん!面白天国』からの続投
  - ミヤ蝶子、丼梅田（1986年7月〜1987年10月2日）

※大阪一郎=水野清文、丼梅田=本村忠司

## 主なコーナー
（）
- サントリー出前寄席
  - 「出前持ち」と呼称するコーナー司会者(若手芸人が主に担当)とゲスト演者の一組で各地に出張して演芸を一席行う。文化放送でも放送されていた企画ネット番組。
なお、新人時代の明石家さんまも「出前持ち」を担当していた時期がある。
- さわやか号レポート
- しきたり百科
- こんにちわ梅田一番地
- タレント天気予報（梨元勝パーソナリティ当時）
- 童謡教室（笑福亭仁鶴パーソナリティ当時）
- 都々逸コーナー（諸口あきらパーソナリティ当時）
- 新野新の注文帳（新野新パーソナリティ当時）
- なつメロコーナー（池田幾三パーソナリティ当時）
- クイズコーナー
  - 1981年の時点では、難易度別に6ランク・6問が設けられており、賞金は一番難しい問題が3万円、以下2万円、1万円、5000円、2500円、一番易しい問題が1250円となっていた。応募者の中から選ばれた毎日一名が電話で出演し、好きなランクの問題を選んで挑戦。正解するとその金額の賞金がもらえた。また、番組に送られたはがきをまとめて毎日抽選を行い、5名に1000円相当のバッグ、2名に3500円相当の観葉植物が贈られていた[8]。

## タイムテーブル
1987年4月当時
- 13:00 - オープニング、ニュース・天気予報
- 13:20 - アメダス天気予報
- 13:30 - 交通情報
- 13:32 - しきたり百科
- 13:45 - （金曜日）麦茶でこんにちは
- 14:00 - ニュース・天気予報
- 14:04 - 交通情報
- 14:20 - アメダス天気予報
- 14:30 - 交通情報
- 14:33 - ラジオショッピング
- 14:40 - （水曜日）さわやか訪問みんなでパーティー
- 14:58 - ハイウェイ情報
- 15:00 - ニュース・天気予報
- 15:05 - サントリー出前寄席
- 15:22 - はっぴい8ちゃん （関西テレビインフォメーションコーナー）
- 15:30 - 交通情報
- 15:45 - 天気予報